# B68 토프티르

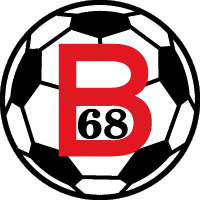

B68 토프티르(B68 Toftir)는 1962년에 창단된 페로 제도 토프티르의 축구 클럽으로, 현재 페로 제도 프리미어리그에서 활동하고 있다.

## 성적
- 페로 제도 프리미어리그 우승

우승 (3): 1984, 1985, 1992